# Юнгер, Владимир Александрович
Вольдемар (Владимир Александрович) Юнгер (12 [24] января 1883, Санкт-Петербург — 29 ноября 1918, Петроград) — русский поэт Серебряного века.

## Биография

### Вопрос происхождения
Согласно официальной версии, родился в семье служащего, потомственного почётного гражданина, германского подданного Александра Карла Петера (Александра Александровича) Юнгера и его жены Паулины Луизы Эмилии (урождённой Якобсон). В копии свидетельства о рождении, поданном при поступлении в Петербургский университет, отсутствует номер записи в метрической книге (вместо неё стоит прочерк). Согласно актам Петрикирхе, крещение мальчика состоялось 26 марта 1884 года, на следующий день после формального бракосочетания родителей, при этом в копии свидетельства мать значится как «первобрачная», тогда как в «Петербургском Евангелическом воскресном листке» указано, что она вдова «служащего Эйхлера». Согласно оригинальным приходским записям, Паулина развелась с первым мужем. В конечном итоге Владимир и его брат-близнец Александр были признаны законными детьми Александра и Паулины Юнгеров 22 мая 1901 года решением Петербургского окружного суда.

### Жизнь вне поэзии
В июне 1902 г. окончил Петришуле. Первоначально хотел поступать на историко-филологический факультет Императорского Санкт-Петербургского университета, однако сделал выбор в пользу юридического, который окончил в апреле 1909 г. Служил помощником присяжного поверенного, подрабатывал репетиторством. 

### Творчество
Был близок к акмеистам. Входил в Цех поэтов (1911—1914). Принимал участие в организации литературных обществ «Медный всадник» (1914) и «Крыса» (1915). 
Увлекался финским языком, занимался переводом на русский Калевалы.
Умер в Петрограде от воспалёния лёгких.

## Семья
- Жена (с 1908) — Зоя Викторовна Дроздова, дочь действительного статского советника. Их дочь Елена (1910—1999), актриса, жена Николая Акимова.
- Брат — Александр Александрович Юнгер (1883—1948), выпускник Института гражданских инженеров (1914), архитектор и художник, профессор ЛИИКСа, репрессирован.

## Сочинения
- Песни полей и комнат. СПб.: Цех поэтов, 1914. - 95 с.
- Пламень (1916, неопубликованная рукопись)

## Адреса в Петербурге/Петрограде
- Большая Конюшенная улица, д. 5, кв. 9.
- Галерная улица, д. 63.
- Алексеевская улица, д. 10/12, кв. 17.